# آن فينمان
آن مارغريت فينمان (بالإنجليزية: Ann Veneman)‏ (ولدت في 29 يونيو 1949) هي المديرة التنفيذية لليونيسيف في الفترة من 2005 إلى 2010. أعلن تعيينها في 18 يناير 2005 من قبل الأمين العام للأمم المتحدة كوفي عنان. كانت فينيمان سابقا وزيرة الزراعة الأمريكية، وهي المرأة الأولى والوحيدة (حتى عام 2017) التي تشغل هذا المنصب. شغل فينيمان منصب الوزارة من 20 يناير 2001 إلى 20 يناير 2005 في الفترة الأولى من رئاسة جورج دبليو بوش، لتصبح بعدها المدير التنفيذي الخامس لليونيسيف.  وعملت في هذا المنصب من 1 مايو 2005. مارست فينمان المحاماة في واشنطن العاصمة وكاليفورنيا، بما في ذلك منصب نائب محامي عمومي.  كما عملت في مناصب رفيعة المستوى في الحكومة الفدرالية وحكومات الولايات، بما في ذلك تعيينها كوزيرة للأغذية والزراعة في ولاية كاليفورنيا في الفترة من عام 1995 حتى عام 1999.
تعمل فينيمان كقائدة مشاركة لمبادرة التغذية والنشاط البدني في مركز السياسة الحزبية.  وهي عضو في مجلس العلاقات الخارجية. 

## التعليم
تعلمت في جامعة كاليفورنيا، دافيس، وجامعة كاليفورنيا، بركلي.

## روابط خارجية
- آن فينمان على موقع IMDb (الإنجليزية)
- آن فينمان على موقع مونزينجر (الألمانية)
- آن فينمان على موقع إن إن دي بي (الإنجليزية)
- آن فينمان على موقع ديسكوغز (الإنجليزية)